# United Nations Special Commission
Die Sonderkommission der Vereinten Nationen oder englisch United Nations Special Commission (UNSCOM) wurde nach dem zweiten Golfkrieg durch die Resolution 687 des UN-Sicherheitsrates am 3. April 1991 verabschiedet. Ziel war die Überwachung der Zerstörung aller chemischen und biologischen Waffen des Irak, ferner aller Raketen mit mehr als 150 km Reichweite. Die Kommission wurde von 1991 bis 1997 von Rolf Ekéus geleitet, sein Nachfolger war Richard Butler.
Die UNSCOM war bis 1998 im Irak aktiv, sah sich aber auch nach sieben Jahren kleinlichster Kontrollen außerstande, einen Abschlussbericht zu verfassen, der Voraussetzung für ein Ende der Sanktionen gewesen wäre. Sowohl die Iraker als auch das französische Außenministerium warfen daraufhin der UNSCOM und ihrem Vorsitzenden Richard Butler eine absichtliche Verzögerungstaktik vor. Butler wiederum zog auf Drängen der USA die UNSCOM schließlich zurück und beschuldigte seinerseits den Irak mangelnder Zusammenarbeit.
Bemerkenswert ist der Werdegang des US-amerikanischen UNSCOM-Offiziers Scott Ritter, der zunächst irakische Anschuldigungen zurückwies, er arbeite unter dem Deckmantel der UNSCOM für die CIA, und wegen mangelndem Druck der UN auf den Irak von seinem Amt zurücktrat. Später profilierte er sich als früher und scharfer Kritiker der Rechtfertigung des Irak-Kriegs durch die von der Bush-Regierung behauptete Existenz von Massenvernichtungswaffen.

## Deutsches Kontingent für die UNSCOM

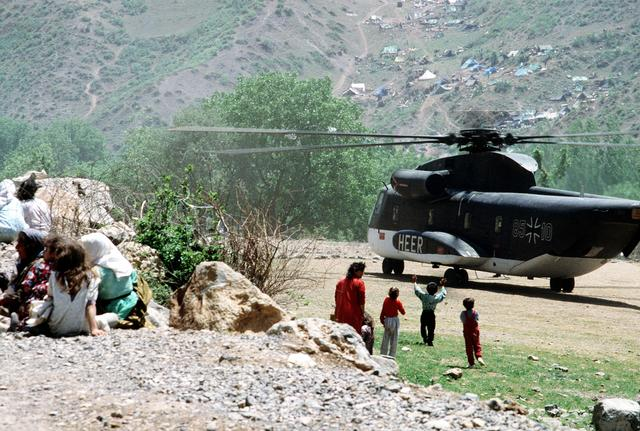
Deutscher Hubschrauber im Irak 1991

Von August 1991 bis zum 30. September 1996 beteiligte sich auch die Bundeswehr an der UN-Mission. Aufgabe des Kontingentes war die Unterstützung der UN-Mission durch Transporthilfe sowie die medizinische Evakuierung und Lufttransport für die UNSCOM-Kontrolleure.
Zum Personal gehörten 30 Heeressoldaten und 7 Soldaten der Luftwaffe. Das Heeres-Kontingent war in der irakischen Hauptstadt Bagdad stationiert und wurde bereits am 28. August 1996 abgezogen. Das Luftwaffen-Kontingent hatte bis zum 30. September 1996 ihren Stützpunkt in Bahrain.
Zur Ausrüstung gehörte ein Transportflugzeug vom Typ Transall C-160 der Luftwaffe, das 4.452 Flüge bei 4.071 Flugstunden unternahm. Außerdem waren 2 bis 3 mittlere Transporthubschrauber vom Typ Sikorsky CH-53 des Heeres mit 805 Flügen bei 3.982 Flugstunden im UN-Einsatz.